# Quillan
Quillan je (okcitansko Quilhan) naselje in občina v južnem francoskem departmaju Aude regije Languedoc-Roussillon. Leta 1999 je naselje imelo 3.542 prebivalcev.

## Geografija
Kraj leži v pokrajini Languedoc ob reki Aude in njenem desnem pritoku Saint-Bertrand, 27 km južno od Limouxa.

## Uprava
Quillan je sedež istoimenskega kantona, v katerega so poleg njegove vključene še občine Belvianes-et-Cavirac, Brenac, Campagne-sur-Aude, Coudons, Espéraza, Fa, Ginoles, Granès, Marsa, Nébias, Quirbajou, Rouvenac, Saint-Ferriol, Saint-Julia-de-Bec, Saint-Just-et-le-Bézu, Saint-Louis-et-Parahou in Saint-Martin-Lys z 8.482 prebivalci.
Kanton Quillan je sestavni del okrožja Limoux.

## Zanimivosti
- grad Château de Quillan,
- stari most na reki Aude.

## Šport
- Športni klub Quillan Haute Vallée je v sezoni 1928-29 osvojil naslov francoskega prvaka v ragbiju.
- Po ulicah Quillana poteka od leta 1938 vsakoletna mednarodna kolesarska dirka profesionalcev, dolga 84,375 km (75 krogov).